# Tjernozemen
Tjernozemen (bulgariska: Черноземен) är ett distrikt i Bulgarien.   Det ligger i kommunen Obsjtina Kalojanovo och regionen Plovdiv, i den centrala delen av landet, 130 km öster om huvudstaden Sofia.
Trakten runt Tjernozemen består till största delen av jordbruksmark. Runt Tjernozemen är det ganska glesbefolkat, med 39 invånare per kvadratkilometer.